# Merceyopsis sikkimensis
Merceyopsis sikkimensis là một loài rêu trong họ Pottiaceae. Loài này được (Müll. Hal.) Broth. & Dixon mô tả khoa học đầu tiên năm 1910.